# Pentálofos (Thessalonique)
Pentálofos (grec moderne : Πεντάλοφος) est une localité située dans le dème d'Oreókastro, dans le district régional de Thessalonique, dans la periphérie de Macédoine-Centrale, en Grèce.
Selon le recensement de 2011, elle compte 2 022 habitants.